# 點斑歧鬚鮠
點斑歧鬚鮠，為輻鰭魚綱鯰形目倒立鯰科的其中一種，為熱帶淡水魚，被IUCN列為瀕危保育類動物，分布於非洲尼日河流域，體長可達58.5公分，棲息在底中層水域，生活習性不明。